# Henry Edimar Hernández
Henry Edimar Hernández Cruz (San Salvador, El Salvador; 4 de enero de 1985) es un futbolista salvadoreño. Juega como portero y su equipo actual es Cumbayá Fútbol Club de la Serie A de Ecuador.

## Trayectoria
Inició su carrera futbolística en Asociación Deportiva El Tránsito (ADET), en infantil "A" en 1996; desde entonces formó parte de todos los procesos de selección nacional Sub-12, Sub-14, Sub-15 y sub-17 con la cual se coronó campeón de la copa "UNCAF" y disputó 2 premundiales; estuvo en selección sub-20 y sub-23 olímpica y ha sido seleccionado en múltiples ocasiones con la selección mayor desde 2003, con la cual ha disputado Copa Oro, Copa UNCAF, Copa de Naciones y eliminatorias mundialistas. 
Se inició en liga profesional mayor en Club Deportivo Atlético Marte de la primera división. En el año 2001 se convirtió en portero del Club Deportivo Águila siendo este su segundo club profesional en la Primera División de El Salvador con el cual se coronó campeón en 2006 permaneció en el club hasta el año 2007. Luego pasó por los clubes Club Deportivo Luis Ángel Firpo (en cinco torneos) con el que también fue campeón y Atlético Balboa (en un torneo). A principios de 2011 reforzó al Alianza Fútbol Club, club con el que disputó tres torneos logrando ganar su tercer título de liga y acumuló un total de 24 partidos.
Para el Torneo Apertura 2012 firmó por el club calero de Isidro Metapan, disputando un total de 97 partidos en su estadía por 8 torneos y consiguiendo 4 títulos con el club metapaneco. El 30 de mayo de 2016 Hernández jugó con Club Deportivo Dragón. En 2016 para posteriormente pasar a las filas de Sonsonate Fútbol  Club, equipo con el que disputó dos torneos en 2017 y 2018, para luego recalar en el Deportivo Malacateco de la Liga Nacional de Guatemala. Entre 2021 y el primer semestre de 2022 militó en Chalatenango de la Primera División de El  Salvador.
El 28 de junio de 2022 fue oficializada su llegada al Cumbayá Fútbol Club de la Serie A de Ecuador.

## Selección nacional
Ha sido internacional con la selección de fútbol de El Salvador en veintiocho ocasiones. Su debut se produjo el 13 de octubre de 2007 en un amistoso contra Costa Rica. También ha sido convocado a la Copa Centroamericana 2014 y 2017 y a las eliminatorias rumbo a Rusia 2018; se destaca su participación en amistoso con la selección de España realizado en EE. UU. en 2014.

## Clubes
| Club                  | País        | Año         | Partidos | Goles |
| --------------------- | ----------- | ----------- | -------- | ----- |
| Atlético Marte        | El Salvador | 2002 - 2003 | -        | -     |
| Club Deportivo Águila | El Salvador | 2003 - 2007 | -        | -     |
| Luis Ángel Firpo      | El Salvador | 2008 - 2010 | 25       | 0     |
| Atlético Balboa       | El Salvador | 2010        | -        | -     |
| Alianza Fútbol Club   | El Salvador | 2011 - 2012 | 24       | 0     |
| Isidro Metapán        | El Salvador | 2012 - 2016 | 98       | 0     |
| Club Deportivo Dragón | El Salvador | 2016        | 25       | 0     |
| Sonsonate Fútbol Club | El Salvador | 2017 - 2018 | 37       | 0     |
| Chalatenango          | El Salvador | 2018 - 2019 | 30       | 0     |
| El Vencedor           | El Salvador | 2019        | 15       | 0     |
| Deportivo Malacateco  | Guatemala   | 2020        | -        | -     |
| Chalatenango          | El Salvador | 2021        | -        | -     |
| Cumbayá F. C.         | Ecuador     | 2022-act.   |          |       |

### Carrera como legionario
Actualizado al último partido jugado el 6 de agosto de 2022.
| Club                             | Div.                | Temporada           | Liga  | Liga  | Copas nacionales | Copas nacionales | Copas internacionales | Copas internacionales | Total | Total |
| Club                             | Div.                | Temporada           | Part. | Goles | Part.            | Goles            | Part.                 | Goles                 | Part. | Goles |
| -------------------------------- | ------------------- | ------------------- | ----- | ----- | ---------------- | ---------------- | --------------------- | --------------------- | ----- | ----- |
| Deportivo Malacateco · Guatemala | 1.ª                 | 2020                | 12    | (13)  | -                | -                | -                     | -                     | 12    | (13)  |
| Deportivo Malacateco · Guatemala | 1.ª                 | 2020-21             | 15    | (16)  | -                | -                | -                     | -                     | 15    | (16)  |
| Deportivo Malacateco · Guatemala | Total               | Total               | 27    | (29)  | 0                | 0                | 0                     | 0                     | 27    | (29)  |
| Cumbayá Fútbol Club · Ecuador    | 1.ª                 | 2022                | 4     | (9)   | -                | -                | -                     | -                     | 4     | (9)   |
| Cumbayá Fútbol Club · Ecuador    | Total               | Total               | 4     | (9)   | 0                | 0                | 0                     | 0                     | 4     | (9)   |
| Total en su carrera              | Total en su carrera | Total en su carrera | 31    | (38)  | 0                | 0                | 0                     | 0                     | 31    | (38)  |

### Selección nacional
| Selección                                  | Año                 | Partidos | Goles |
| ------------------------------------------ | ------------------- | -------- | ----- |
| El Salvador                                |                     |          |       |
| 2003                                       | 0                   | 0        |       |
| 2004                                       | 0                   | 0        |       |
| 2005                                       | 0                   | 0        |       |
| 2006                                       | 0                   | 0        |       |
| 2007                                       | 1                   | (0)      |       |
| 2008                                       | 0                   | 0        |       |
| 2009                                       | 0                   | 0        |       |
| 2010                                       | 2                   | (2)      |       |
| 2011                                       | 0                   | 0        |       |
| 2012                                       | 0                   | 0        |       |
| 2013                                       | 0                   | 0        |       |
| 2014                                       | 8                   | (14)     |       |
| 2015                                       | 5                   | (6)      |       |
| 2016                                       | 3                   | (6)      |       |
| 2017                                       | 0                   | 0        |       |
| 2018                                       | 5                   | (7)      |       |
| 2019                                       | 14                  | (8)      |       |
| 2020                                       | 1                   | (6)      |       |
| 2021                                       | 1                   | (0)      |       |
| Total en su carrera                        | Total en su carrera | 40       | (49)  |
| Estadísticas hasta el 26 de marzo de 2021. |                     |          |       |

## Palmarés
| Club                  | País        | Año           |
| --------------------- | ----------- | ------------- |
| C.D. Águila           | El Salvador | Clausura 2006 |
| C.D. Luis Ángel Firpo | El Salvador | Clausura 2008 |
| Alianza F.C.          | El Salvador | Clausura 2011 |
| A.D. Isidro Metapán   | El Salvador | Apertura 2012 |
| A.D. Isidro Metapán   | El Salvador | Apertura 2013 |
| A.D. Isidro Metapán   | El Salvador | Clausura 2014 |
| A.D. Isidro Metapán   | El Salvador | Apertura 2014 |
| A.D. Chalatenango     | El Salvador | Apertura 2021 |